# موتور گل‌محمد نارویی
موتور گل‌محمد نارویی یک منطقهٔ مسکونی در ایران است که در دهستان جلگه چاه هاشم واقع شده‌است.